# Delahaye 26 CV

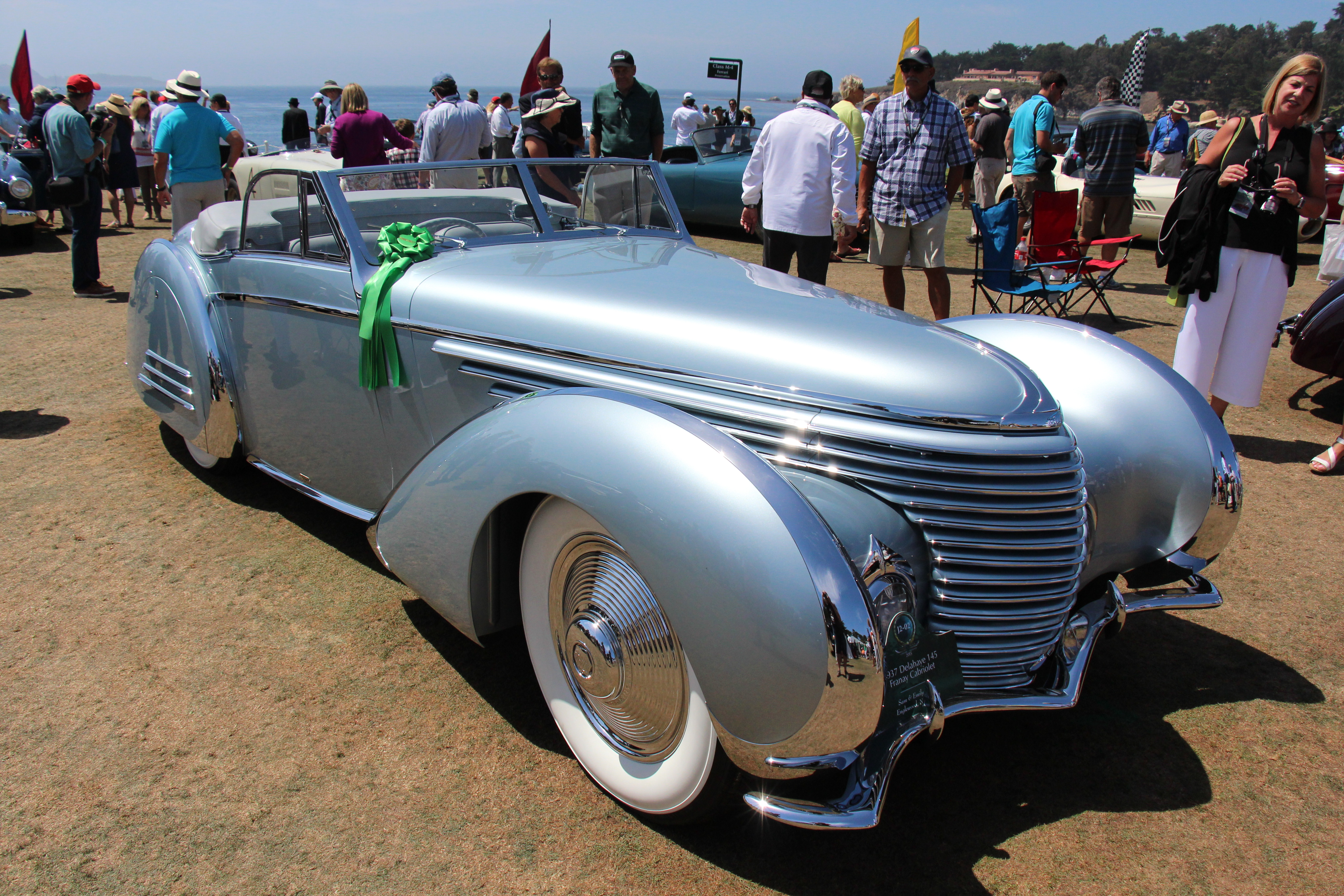
Delahaye Type 145

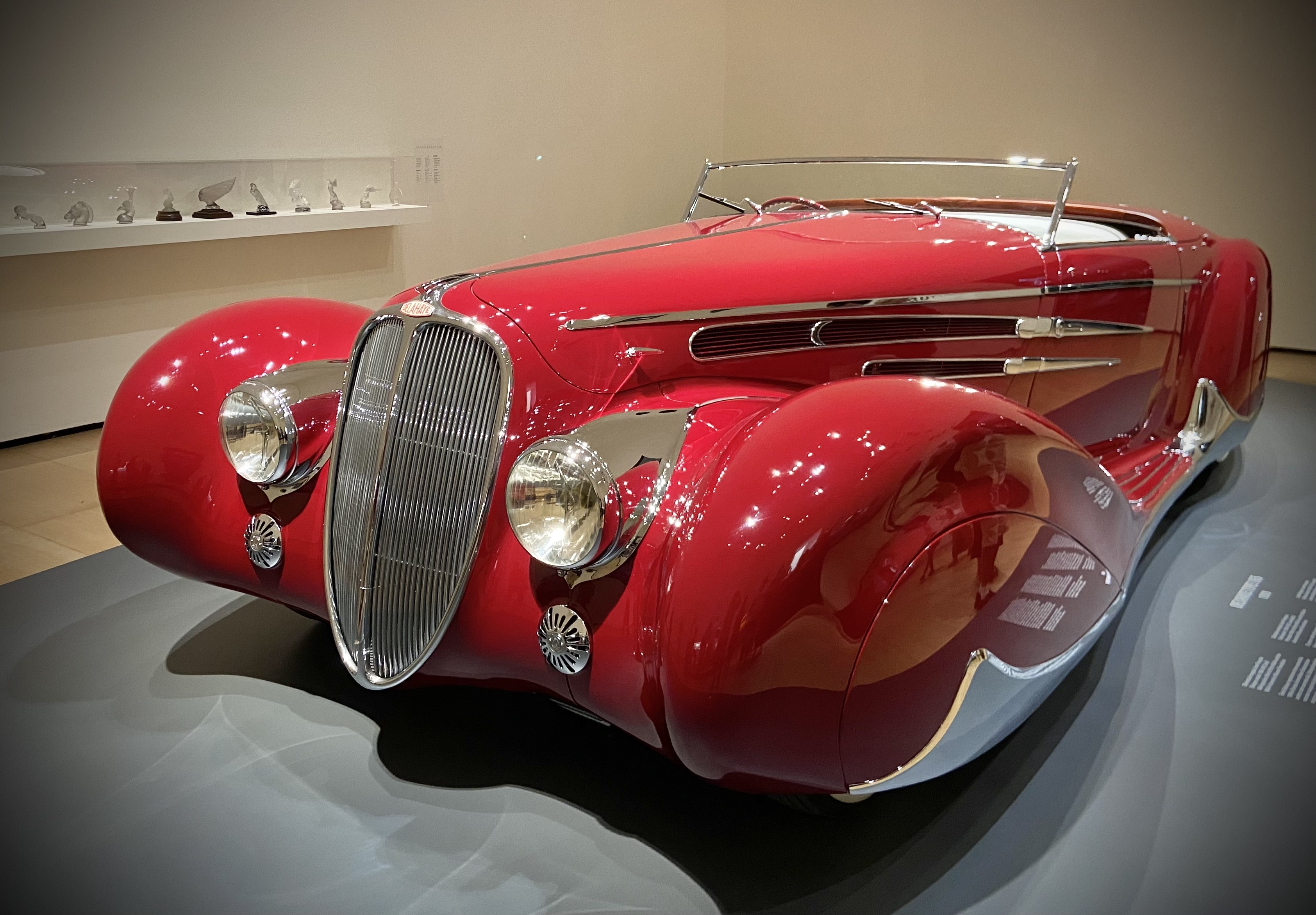
Delahaye Type 165

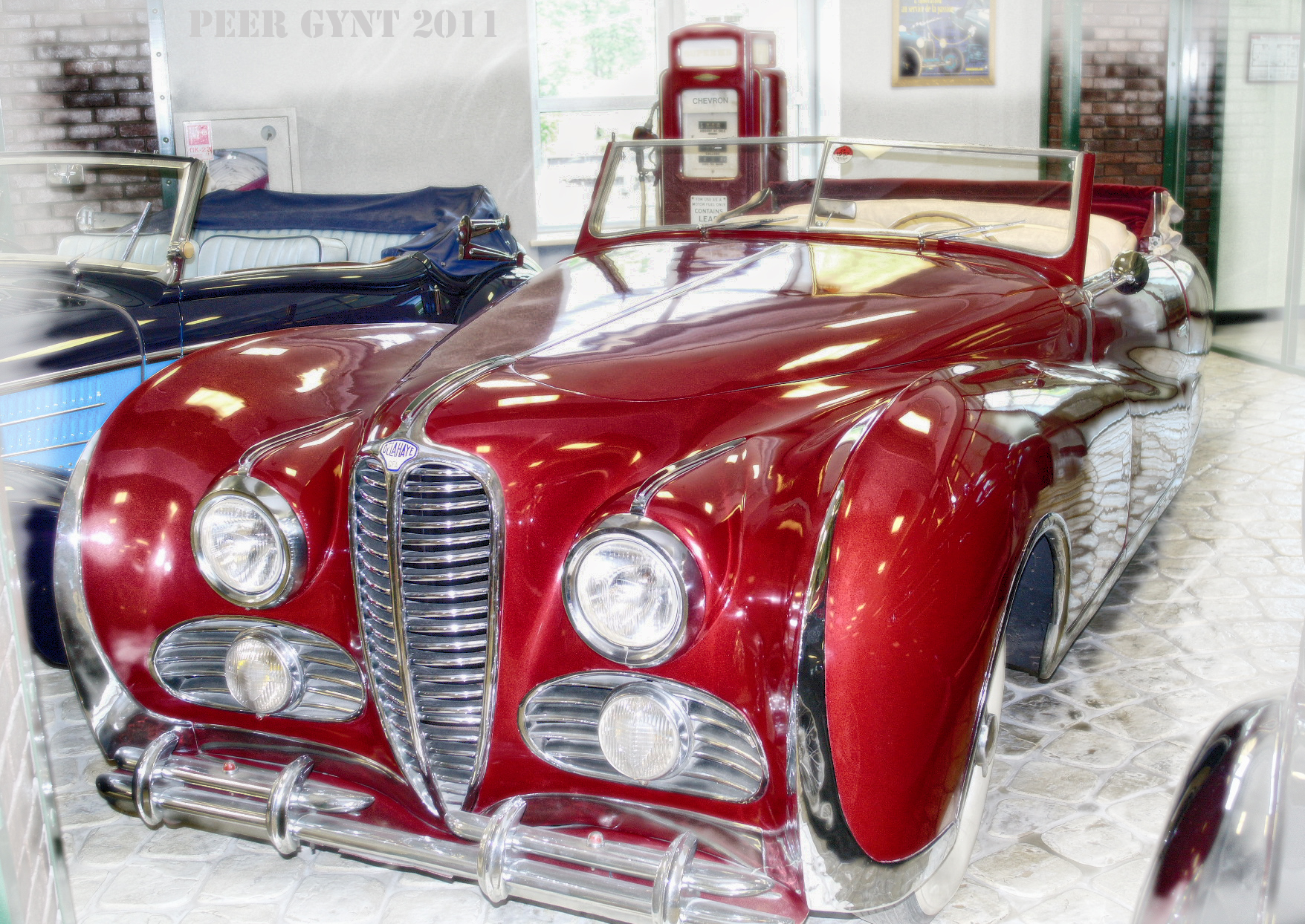
Delahaye Type 175

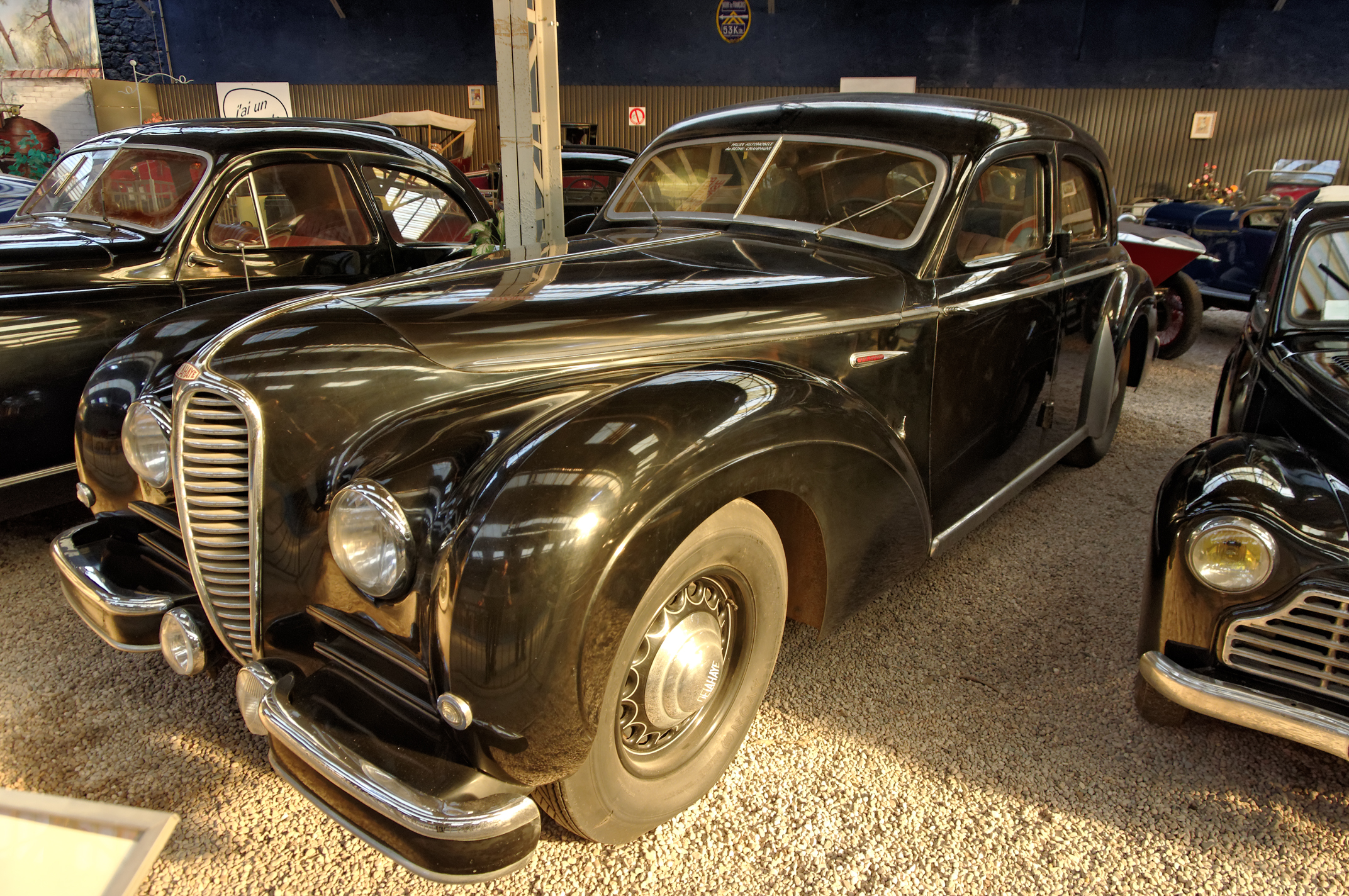
Delahaye Type 180

Der Delahaye 26 CV war eine Pkw-Modellreihe des französischen Automobilherstellers Delahaye. Dabei stand das CV für die Steuer-PS. Zu dieser Modellreihe gehörten: 
- Delahaye Type 145 (1937)
- Delahaye Type 165 (1938–1939)
- Delahaye Type 175 (1947–1950)
- Delahaye Type 178 (1947–1950)
- Delahaye Type 180 (1947–1950)